# Paul Richard Gallagher
Paul Richard Gallagher (Liverpool, 23 gennaio 1954) è un arcivescovo cattolico inglese, dal 5 giugno 2022 segretario per i rapporti con gli Stati e le organizzazioni internazionali.

## Biografia
Nasce a Liverpool, sede arcivescovile, il 23 gennaio 1954.

### Formazione e ministero sacerdotale
Viene educato nel collegio "San Francesco Saverio" di Woolton.
Viene ordinato presbitero il 31 luglio 1977 dall'arcivescovo Derek Worlock per l'arcidiocesi di Liverpool. Dopo l'ordinazione presta servizio come viceparroco e cappellano dell'ospedale nella parrocchia di Fazakerley.
In seguito studia presso la Pontificia accademia ecclesiastica a Roma e consegue il dottorato in diritto canonico. Dal 1º maggio 1984 è membro della diplomazia della Santa Sede. Ricopre incarichi in Tanzania, Uruguay, Filippine.
Il 18 agosto 2000 è nominato inviato speciale con funzioni di Osservatore permanente della Santa Sede presso il Consiglio d'Europa da papa Giovanni Paolo II e si trasferisce a Strasburgo; succede a Michael Aidan Courtney, nominato nunzio apostolico in Burundi.

### Ministero episcopale
Il 22 gennaio 2004 è nominato da papa Giovanni Paolo II nunzio apostolico a Gitega ed arcivescovo titolare di Hodelm; succede a Michael Aidan Courtney, deceduto il 29 dicembre 2003. Riceve l'ordinazione episcopale il 13 marzo successivo, nella basilica di San Pietro in Vaticano, dal cardinale Angelo Sodano, coconsacranti l'arcivescovo di Liverpool Patrick Altham Kelly e il segretario della Congregazione per l'evangelizzazione dei popoli Robert Sarah (poi cardinale).
Il 19 febbraio 2009 papa Benedetto XVI lo nomina nunzio apostolico in Guatemala; succede a Bruno Musarò, precedentemente nominato nunzio apostolico in Perù.
L'11 dicembre 2012 riceve la nomina a nunzio apostolico in Australia da papa Benedetto XVI, succedendo a Giuseppe Lazzarotto, precedentemente nominato nunzio apostolico in Israele.
L'8 novembre 2014 papa Francesco lo nomina segretario per i rapporti con gli Stati; succede a Dominique Mamberti, nominato prefetto del Supremo tribunale della Segnatura apostolica. Il 5 giugno 2022, con l'entrata in vigore della costituzione apostolica Praedicate evangelium, l'incarico da lui ricoperto assume il nome di segretario per i rapporti con gli Stati e le organizzazioni internazionali.
Oltre all'inglese conosce l'italiano, il francese e lo spagnolo.

## Genealogia episcopale e successione apostolica
La genealogia episcopale è:
- Cardinale Scipione Rebiba
- Cardinale Giulio Antonio Santori
- Cardinale Girolamo Bernerio, O.P.
- Arcivescovo Galeazzo Sanvitale
- Cardinale Ludovico Ludovisi
- Cardinale Luigi Caetani
- Cardinale Ulderico Carpegna
- Cardinale Paluzzo Paluzzi Altieri degli Albertoni
- Papa Benedetto XIII
- Papa Benedetto XIV
- Papa Clemente XIII
- Cardinale Marcantonio Colonna
- Cardinale Giacinto Sigismondo Gerdil, B.
- Cardinale Giulio Maria della Somaglia
- Cardinale Carlo Odescalchi, S.I.
- Vescovo Eugène de Mazenod, O.M.I.
- Cardinale Joseph Hippolyte Guibert, O.M.I.
- Cardinale François-Marie-Benjamin Richard
- Cardinale Pietro Gasparri
- Cardinale Clemente Micara
- Cardinale Antonio Samorè
- Cardinale Angelo Sodano
- Arcivescovo Paul Richard Gallagher

La successione apostolica è:
- Vescovo Columba Macbeth Green, O.S.P.P.E. (2014)
- Arcivescovo Santiago De Wit Guzmán (2017)
- Vescovo Vladimír Fekete, S.D.B. (2018)
- Arcivescovo Michael Francis Crotty (2020)
- Vescovo Fabijan Svalina (2021)